# Sojuz 28

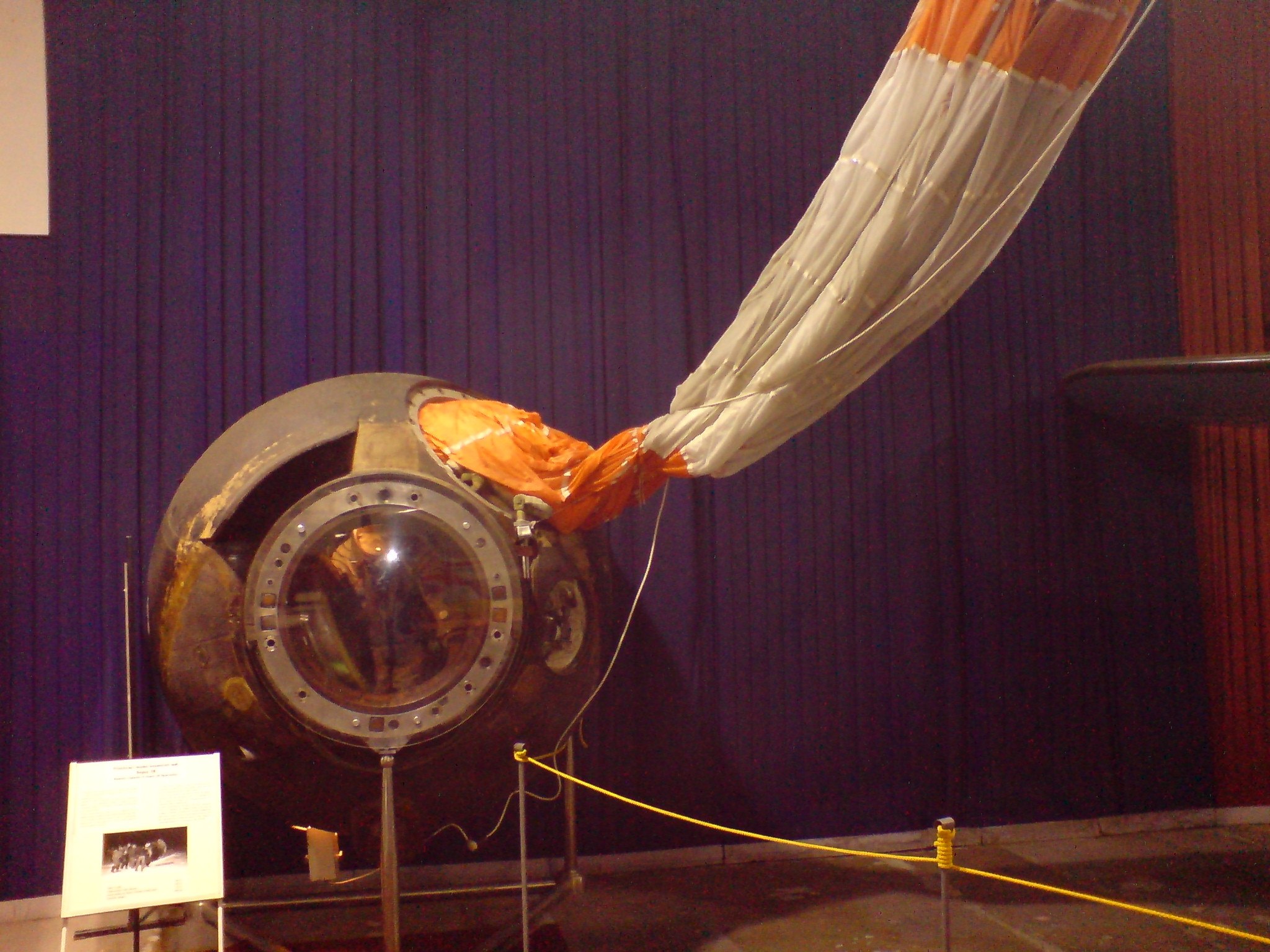
Kapsuła powrotna Sojuza 28 na wystawie w Muzeum Lotnictwa Kbely w Pradze

Salut 6 EP-2 (kod wywoławczy Зенит - Zenit) – trzecia udana radziecka misja załogowa na stację Salut 6. Czechosłowacki kosmonauta Vladimír Remek został pierwszym w kosmosie człowiekiem niepochodzącym z ZSRR ani z USA. Był to pierwszy lot w ramach programu Interkosmos, umożliwiającego dostęp do przestrzeni kosmicznej krajom komunistycznym. Załoga wystartowała i powróciła na Ziemię na pokładzie statku Sojuz 28.

## Załoga

### Start
- Aleksiej Gubariew (2) – ZSRR
- Vladimír Remek (1) – Czechosłowacja

### Rezerwowa
- Nikołaj Rukawisznikow (3) – ZSRR
- Oldřich Pelčák (1) – Czechosłowacja

### Lądowanie
- Aleksiej Gubariew (2) – ZSRR
- Vladimír Remek (1) – Czechosłowacja

## Przebieg misji
Sojuz 28 wystartował 2 marca 1978 o godz. 15:28:10 UTC z kosmodromu Bajkonur. Pojazd połączył się ze stacją Salut 6, zamieszkiwaną w tym czasie przez Gieorgija Grieczkę i Jurija Romanienkę. Jak wszystkie misje programu Interkosmos, lot trwał 7 dni i 21,5 godzin, plus-minus godzinę. Taka zasada miała zapobiec oskarżeniom o faworyzowanie przez ZSRR niektórych krajów z bloku komunistycznego poprzez wysyłanie ich kosmonautów na dłuższe misje.
Jednym z głównych celów programu Interkosmos było propagandowe wsparcie dla niepopularnych reżimów Europy Środkowej – był to jeden z powodów wysłania w kosmos w pierwszej kolejności kosmonauty z Czechosłowacji – Husák cieszył się spośród wszystkich komunistycznych przywódców wyjątkowo słabym poparciem, wynikającym z tego, że do władzy doprowadziła go interwencja w Czechosłowacji wojsk Układu Warszawskiego.

Podczas pobytu w stacji kpt. Remek z płk. Gubariewem przeprowadził szereg naukowych eksperymentów. Do najważniejszych z nich należały:
- MORAWA – polegający na wytapianiu metali w warunkach nieważkości przy pomocy elektrycznego pieca Stop 01. Eksperyment przygotowany przez Czechosłowacką Akademię Nauk i Akademię Nauk ZSRR. Do wytopu użyto chlorku srebra i ołowiu oraz chlorku miedzi i ołowiu.
- TLEN – polegał na badaniu zachowania się tlenu w tkance w warunkach nieważkości.
- EKSTYNKCJA – dotyczył obserwacji zmian jasności gwiazd przy zachodzeniu ich w strefę cienia Ziemi (chodziło o uzyskanie danych dotyczących ilości pyłu wytwarzanego przez mikrometeoryty na wysokości 80–100 km).
- CHLORELLA – polegający na badaniu na orbicie różnych gatunków roślin wodnych pod kątem ich wykorzystania dla regeneracji powietrza na statkach kosmicznych.

Poza tym kosmonauci zajmowali się eksperymentami medyczno-biologicznymi polegającymi na wzajemnym badaniu stanu ich zdrowia oraz funkcjonowania poszczególnych organów.

Czas spędzony przez załogę Sojuza 28 na stacji był dla jednego z jej dotychczasowych mieszkańców okresem wyjątkowo trudnym. Romanienko cierpiał na nasilające się bóle zęba. Na pokładzie stacji nie było sposobu na zaradzenie dolegliwości, kontrola lotów mogła mu jedynie poradzić częste mycie zębów ciepłą wodą. Do lądowania – w 6 dni po lądowaniu Sojuza 28 – jeden z nerwów uległ całkowitemu odsłonięciu.